# The Slim Shady EP
The Slim Shady EP je první a jediné EP amerického rappera Eminema. Styl tohoto alba se velmi lišil od jeho minulého alba "Infinite". Poprvé se zde nachází Eminemovo alter-ego Slim Shady. Na rozdíl od "Infinite" se nesnaží znít přátelsky, právě naopak rapuje o kontroverzních tématech a vyjadřuje se velmi explicitně. Důvodem ke změně stylu byl neúspěch alba Infinite, poté se Eminem přestal snažit vyjadřovat v jeho hudbě slušně a znít přátelsky.

## Tracklist
1. Intro (Slim Shady)
2. Low Down Dirty (feat. D12)
3. If I Had (feat. Kristie Abete)
4. Just Don't Give A Fuck
5. Mommy (Skit)
6. Just The Two Of Us (Original Version of " '97 Bonnie & Clyde"
7. No One's Iller (feat. Swift, Bizarre & Fuzz Scoota)
8. Murder Murder
9. If I Had (feat. Kristie Abete) (Radio Edit)
10. Just Don't Give A Fuck (Radio Edit)